# Cal Samario
Cal Samario és una casa senyorial de la Fuliola (Urgell) inclosa a l'Inventari del Patrimoni Arquitectònic de Catalunya. Juntament amb Cal Pané, restaurada i feta de nou el 2004, i Cal Terés (arcada) formen un nucli de la Placeta de la vila closa, el nucli antic de la Fuliola, just al centre de la vila.

## Descripció
És una antiga casa senyorial, l'esplendor de la qual queda avui molt malmès per culpa de les diverses reformes sofertes posteriorment, que tapen l'edifici original.
És un edifici de tres plantes, de grans dimensions, construït amb maons de pedra de diferents mides, de forma rectangular i disposats en filades irregulars lligats amb morter. La part baixa de la casa es compon de dos grans portalades emmarcades per grans estructures de pedra formant un arc escarser. La més gran és moderna, imitant la construcció de la del costat. L'altra portalada conserva una data a llinda: 1738. Al primer pis, corresponent a l'habitatge, s'obren dos grans finestrals disposats en balconada. Finalment, a la tercera planta, les golfes s'obren a l'exterior mitjançant dues obertures quadrangulars de reduïdes dimensions. La teulada de Cal Samario és voladissa i la teula àrab es disposa en dos nivells. Pel que fa al lateral exterior de l'edifici, anteriorment era arrebossat de tàpia, però avui està pintat de blanc, tapant completament la pedra.